# Phare de Slyne Head
Le phare de Straw Island est un phare situé sur l'îlot Illaunamid à la pointe de la péninsule Slyne Head, le point le plus à l'ouest du Comté de Galway (Irlande). Il est géré par les Commissioners of Irish Lights (CIL).

## Histoire
La station de Slyne Head comportait deux tours à l'origine de sa construction en 1836. Une tour a été abandonnée et sa lanterne a été enlevée quand la station a été améliorée en 1898. Les logements et annexes sont entourées d'un mur de pierre. Le phare en activité est une tour ronde en pierre de 18 m de haut. Il a été converti à l'énergie solaire en 2002.
Accessible seulement en hélicoptère, La station est close.